# Пинд (град)
Вижте пояснителната страница за други значения на Пинд.
Пинд (на гръцки: Πίνδος) е името на древен град в Дорида.
Споменат от Херодот, като съставна част на дорийския тетраполис. 
Намирал се едноименната река Пинд от страната на една от трите Локриди - Озолия Локрида (Ὀζολοὶ Λοκροί).
Страбон поставя Пинд в района на планината Ета. 